# أوسكار مارتينيز (ممثل)
أوسكار مارتينيز (بالإسبانية: Oscar Martínez)‏ هو ممثل أرجنتيني، ولد في 23 أكتوبر 1949 ببوينس آيرس في الأرجنتين.

## وصلات خارجية
- اوسكار مارتينيز على موقع IMDb (الإنجليزية)
- اوسكار مارتينيز على موقع قاعدة بيانات الأفلام العربية
- اوسكار مارتينيز على موقع ألو سيني (الفرنسية)
- اوسكار مارتينيز على موقع أول موفي (الإنجليزية)
- اوسكار مارتينيز على موقع قاعدة بيانات الأفلام السويدية (السويدية)
- اوسكار مارتينيز على موقع قاعدة بيانات الفيلم (الإنجليزية)
- اوسكار مارتينيز على موقع كينوبويسك (الروسية)